# ガッツレンタカー
ガッツレンタカーは、株式会社ガッツ・ジャパンがフランチャイズ本部としてチェーン展開する軽自動車メインの格安レンタカー事業。

## 概要
2014年7月に有限会社本陣マイカー（株式会社ガッツ・ジャパンの商号変更前の商号）のレンタカー事業として、ガッツレンタカー事業の運営を名古屋市中村区で始める。
2014年12月にガッツレンタカーFC本部を愛知県名古屋市に設立。同時期にフランチャイズ加盟もスタートし、翌年2015年2月にフランチャイズ1号店がオープン。2018年12月現在、全国130店舗（直営・フランチャイズ加盟店、オープン準備中を含む）を展開している。中古車両を自社整備・徹底清掃し格安レンタカーとして車両価格とクオリティーにこだわり、現在の車離れといわれる時代により良いカーライフを提供している。また、消費税＋任意保険の加入料を基本料金に含むことで、ユーザーへの負担を軽減している。
様々な企業努力や地域性を加味し、駅前店からロードサイド店舗まで幅広く展開。今までの格安レンタカーには無かった「レンタカー1本でのビジネススタイル」を確立し、随時全国のフランチャイジー（加盟者・加盟店）を募集している。
ガッツ石松がイメージキャラクターを務める。

## 略歴
2014年
- 7月 ガッツレンタカー運営開始。
- 12月 有限会社から株式会社へ組織変更。 株式会社ガッツ・ジャパンへ商号変更。
- 12月 ガッツレンタカーFC本部を立ち上げ。

2015年
- 2月 フランチャイズ1号店として、一宮店OPEN。
- 4月 天白店OPEN。
- 5月 小牧店、名古屋南・東海店OPEN。
- 6月 豊橋店OPEN。
- 10月 大宮店、松戸店OPEN。
- 11月 神戸中央店OPEN。
- 12月 札幌中央店OPEN。

2016年
- 1月 国立店、MEGAドン・キホーテ三郷店OPEN。
- 2月 浜松駅前店、大阪・十三店OPEN。
- 3月 西明石店、船橋店、奈良橿原店、名駅店OPEN。
- 4月 三重桑名店、三島店、岡崎・安城店、東住吉店、門真店、静岡店OPEN。
- 5月 ナゴヤドーム前矢田店、三鷹店、尼崎店OPEN。
- 6月 新横浜店、焼津インター店OPEN。
- 7月 さいたま浦和店、仙台・青葉店、大津店、福岡博多店OPEN。
- 8月 富田林店OPEN。
- 9月 川崎二子新地駅前店OPEN。
- 10月 福山店、京都西大路店、川崎店OPEN。
- 11月 豊橋駅前店、羽田空港店OPEN。
- 12月 いわき駅前店、甲府駅前店OPEN。

2017年
- 1月 広島店、千葉北店、流山・おおたかの森初石駅前店、八王子店OPEN。
- 2月 高畑店、宇都宮店OPEN。
- 同月21日　株式会社ガッツ・ジャパン（ガッツレンタカー事業本部）による「第1回ガッツレンタカーFORUM」が名古屋市内にて開催。
- 3月 福岡大野城店OPEN。
- 4月 金沢店、玉造駅前店、姫路店OPEN。
- 5月 岡山店、相模原駅前店、仙台駅東口店OPEN。
- 6月 福岡南店、広島大手町店、浜松市野店、福島駅前店OPEN。
- 7月 赤羽店、京橋駅前店、千葉蘇我店、柏店、伊那店OPEN。
- 同月 多治見店、富士店OPEN。
- 8月 成田店、福岡空港店OPEN。
- 9月 堺なかもず店、OPEN。
- 10月 長野店OPEN。
- 11月 姪浜駅前店、京都山科店、上田店、松本二子橋店OPEN。
- 12月 大阪野田店、豊田店、鎌ヶ谷店、岐阜可児店OPEN。
- 同月　讀賣テレビ『もんくもん』にてガッツレンタカーが紹介される。

2018年
- 1月 東大阪店、半田店、枚方店OPEN。
- 2月 東大宮駅前店、つくば店、北名古屋店OPEN。
- 3月 千葉ニュータウン16号店、春日部店、鳴海店、和泉中央店OPEN。
- 同月 弥富店、奈良駅前店OPEN。
- 同月 「第2回ガッツレンタカーFORUM」が開催。
- 4月 岐阜駅前店OPEN。
- 5月 倉敷中庄店、黒川駅前店、朝霞台店OPEN。
- 6月 TBS『がっちりマンデー!!』にてガッツレンタカーが紹介される。
- 7月 町田成瀬店、豊川店、難波店、江坂店、大府共和店OPEN。
- 同月 新潟駅前店、高松片原町店OPEN。
- 8月 四日市店、大東住道店、三宮店OPEN。
- 9月 市川駅前店、木更津店、宮崎駅前店、常滑店OPEN。
- 10月 春日井勝川店、江南店、大阪空港北店OPEN。
- 10月　車庫法違反で書類送検。
- 11月 苫小牧店、高崎駅東口店、一之江店OPEN。
- 12月 第二阪和泉大津（和泉府中）店、OPEN。

出典元　ガッツレンタカーWEBサイト

## 取り扱い車両
A-1クラス（2ドア 軽自動車）
小型商業バン。4ナンバー車両。4人までの定員だが乗用として使用する場合、一般的には定員2(4)名。
車種例：三菱・ミニカ、スズキ・アルト、ダイハツ・ミラ
A-2クラス（4ドア 軽自動車）
一般的な軽自動車。5ナンバー。5ドア車両と呼ばれることもある。ガッツレンタカーのメインで取り扱っている車両クラス。定員4名。
車種例：スズキ・ワゴンR、スズキ・MRワゴン、ダイハツ・ムーヴ、三菱・eKワゴン、日産・モコ
A-2プレミアムクラス（4ドア 軽自動車）
一般的な軽自動車。5ナンバー。A2クラスとの違いはハイトールワゴンや低年式の車両を対象としている。定員4名。
車種例：ホンダ・N-BOX、ダイハツ・ムーヴ、ダイハツ・タント、三菱・eKワゴン
Bクラス （貨物 軽自動車）
軽自動車の貨物車両。貨物積載を想定した車両の設計により、ガッツレンタカー取り扱い車両の中では一番高さのあるクラスである。また、軽トラックもこのクラスに分類されている。定員4名（軽トラックの場合2名）。　　
C-1クラス（コンパクトカー 乗用車）
1000cc〜1300ccの範囲内の排気量を持つ車両。ホンダ・フィットやトヨタ・ヴィッツなど各社の人気車種が集まるクラス。ただし、軽自動車中心のレンタカー店のためこのクラスから取り扱い店舗が限られてくる。定員5名。
C-2クラス（商用バン 乗用車）
ライトバン・ステーションワゴンタイプの商用バン。定員5名（一部車両により異なる）。
車種例：トヨタ・プロボックス、日産・AD
Dクラス（ミニバン 乗用車）
ミニバン。
車種例：トヨタ・ノア、トヨタ・ヴォクシー、ホンダ・ステップワゴン

## 過去の不祥事・事件

### 車庫法違反で書類送検
大阪府警はレンタカーで使う軽乗用車の保管場所の届け出を怠ったとして、2018年10月17日「ガッツレンタカー」を運営する「ガッツ・ジャパン」(本社・名古屋市)の運営推進事業部の男性部長(45)、法人としての同社を、車庫法違反の疑いで書類送検した。ほかに書類送検されたのは大阪市淀川区などにあるフランチャイズ店舗3店を運営する会社や個人の男計3人(35～54歳)と会社2社。
書類送検容疑は2016年から2018年、中古の軽自動車を取得後、保管場所の変更を、管轄する警察署長に届け出なかった疑い。大阪府警の調べでは名古屋市にある直営店や大阪府内の3店舗では2018年6月～7月、計671台の軽自動車を所有していたが、車庫法の定める15日以内の保管場所の届出は1台もなかったという。レンタカー計671台全てで車庫の届出をしていなかったという。大半は1週間以上の長期で貸し出されていたといい、大阪府警は駐車場代などの経費削減の狙いもあったとみている。
取り調べに対して4人とも容疑を認めて、「駐車場の確保が大変だった」などと供述しているという。同社は「車の購入に駐車場の確保が追い付かず、加盟店への指導も不十分だった」と説明している。
該当事件に関しては、裁判を経て罰金を支払い、法的な手続きは完了している。問題を受けて、同社は内部の監査体制を強化し、加盟店への指導を徹底することで再発防止に努めている。
出典元　ガッツレンタカーWEBサイト